# Islands Point
Islands Point är en udde i Antarktis. Den ligger i Östantarktis. Nya Zeeland gör anspråk på området.
Terrängen inåt land är kuperad åt sydost, men åt sydväst är den bergig. Havet är nära Islands Point åt nordost. Trakten är obefolkad. Det finns inga samhällen i närheten. 